# Hasargundgi, Chincholi
Hasargundgi là một làng thuộc tehsil Chincholi, huyện Gulbarga, bang Karnataka, Ấn Độ.